# Nobel-Bozel
Nobel-Bozel, issue d'une longue série de fusions et d'absorptions, était une société française opérant dans la chimie et la métallurgie.

## Histoire
La branche normande est la plus ancienne : en 1808, les Établissements Maletra créent au Petit-Quevilly dans la région rouennaise une fabrique d’acide sulfurique et de soude puis d’acide chlorhydrique et d’engrais. En 1889, une fabrique de nitro-cellulose et de celluloïd est fondée par la "Société Générale pour la fabrication des matières plastiques" près de la dynamiterie d'Ablon, dans le Calvados, 
Vient ensuite la branche pyrénéenne. Créée en 1875, la société générale pour la fabrication de la dynamite et  de produits chimiques exploite à Paulilles (Pyrénées-Orientales) les brevets déposés par Alfred Nobel en 1867 (dynamite gurh) et en 1875 (dynamite gomme). Elle absorbe en 1884 la société nationale des poudres dynamites.
La branche savoyarde s'est développée de son côté au tournant du siècle. L'exploitation du ferro-silicium a lieu dès 1898 au Villard-du-Planay à Bozel, en vallée de la Tarentaise, par la "Compagnie Générale d'Electrochimie de Bozel" et ses premiers fours électriques pour la fabrication du carbure de calcium et des ferro-alliages bientôt suivie par celle du siliciure de calcium, alliage désoxydant mis au point et breveté en 1908 pour la sidérurgie et la fonderie. Elle devient un peu plus tard "Bozel-Lamotte". En 1925, la société Malétra souhaitant s'étendre à l'électrochimie et à l'électrométallurgie fusionne avec la société Bozel-Lamotte, pour devenir Bozel-Malétra, le processus de concentration de ces sociétés, aboutissant en 1957 à la création de "Nobel-Bozel". Entre 1957 et 1984, elle fabrique aussi des cartouches à la dynamiterie de Paulilles. Elle absorbe en 1959 une autre société savoyarde, la société générale d'explosifs cheddites.
Nobel Bozel s’associe ensuite à la société privée américaine El Paso Natural Gas Company, pour fonder la société Geo Nuclear Nobel Paso (1967-1968).
La société devient Nobel-Hoechst Chimie en 1969 à la suite de son association avec l'entreprise allemande, puis Hoechst France en 1978, avant d'être rachetée par Clariant en 1997.